# پیتزوکری

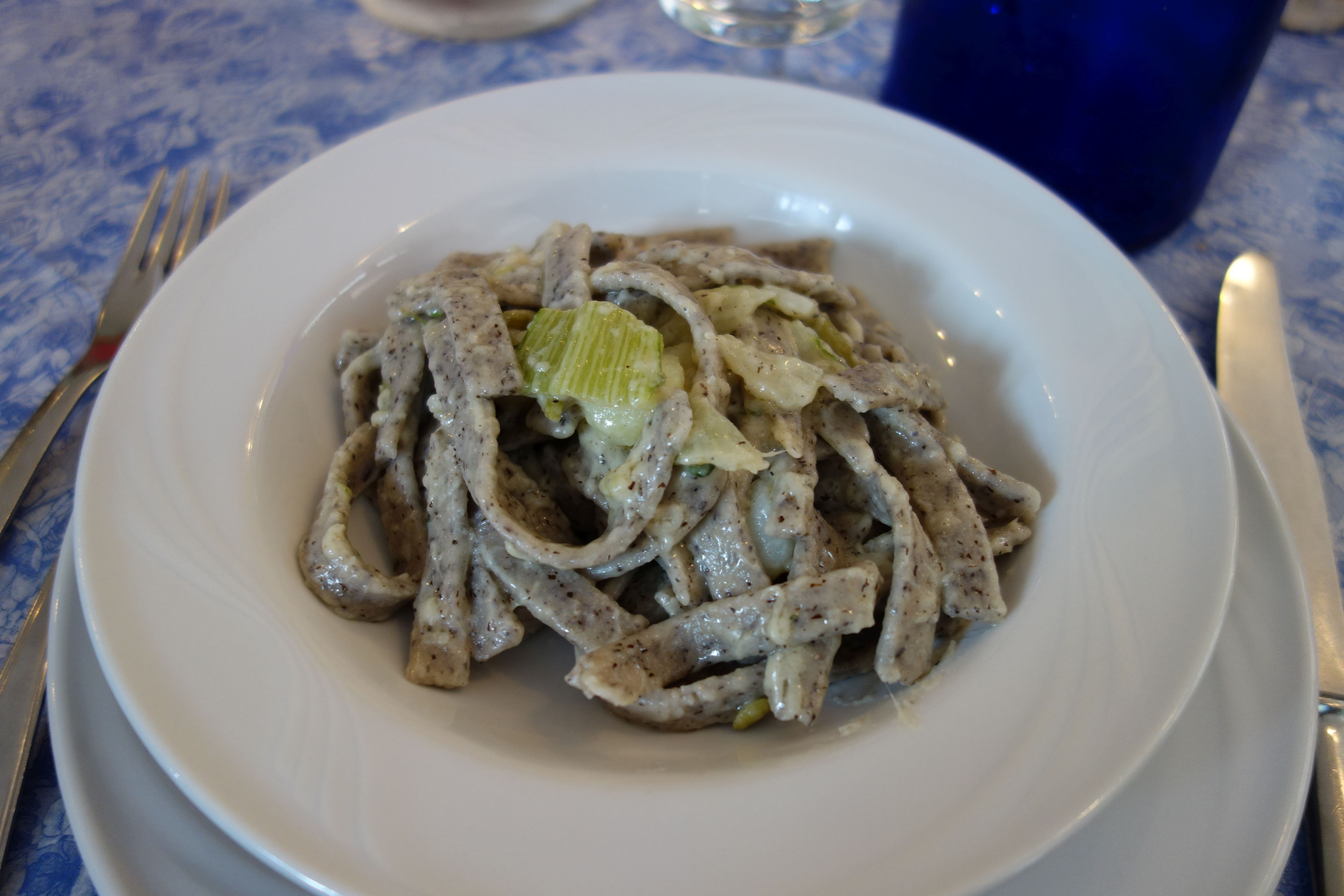
یک ظرف پیتزاچری

پیتزوکری نوعی پاستا نازک و پهن است که با ترکیبی از آرد گندم سیاه و آرد گندم تهیه می‌شود. اعتقاد بر این است که این ماکارونی در والتِلینا، دره‌ای در منطقه شمالی ایتالیا به نام لومباردی، به وجود آمده است. همچنین در وال پوزکیوو، دره‌ای جانبی از والتِلینا که به کانتون گریزون سوئیس تعلق دارد، محبوب است.
پیتزوکری را می‌توان با دست درست کرد یا می‌توان آن را از قبل آماده خریداری نمود.

## تاریخچه
این غذا برای اولین بار در سال ۱۵۵۰ در دسته‌بندی فهرست چیزهایی که ممکن است در ایتالیا خورده شوند توسط اورتنسیو لاندو شناسایی شد.
در کتاب Die Republik Graubündent (جمهوری گریزون) که در سال ۱۷۹۹ منتشر شد، تاریخ‌نگار آلمانی هاینریش ال. لمان دربارهٔ خمیری به نام «پرزوکِل» که از آرد گندم سیاه و تخم‌مرغ تهیه می‌شود، نوشت.

## در فرهنگ عامه
دو جشنواره پیتزوکر (یا سگرا) در تلیو برگزار می‌شود: La Sagra dei Pizzoccheri که هر ساله در ماه ژوئیه جشن گرفته می‌شود و جشنواره پیتزوکر طلایی که هر ساله در ماه سپتامبر برگزار می‌شود.
در سال ۲۰۰۲، آکادمی پیتزوکر تلیو تأسیس شد تا آماده‌سازی‌های سنتی پیتزوکر را ترویج کند.
در سال ۲۰۱۶، این غذا موفق به کسب تأیید اتحادیه اروپا به عنوان نشانه جغرافیایی محافظت‌شده (PGI) شد.

## تغییرات
پیتزوکری دللا والتِلینا – نوع اصلی از والتِلینا، با سبزیجات (اغلب چارد سوئیسی، اما با کلم ساووی نیز) و سیب‌زمینی‌های مکعبی پخته می‌شود. این مخلوط با تکه‌های پنیر والتِلینا کاسرا و گرانا پادانو یا پارمزان لایه‌لایه می‌شود و با سیر که به آرامی در کره سرخ شده است، تزئین می‌شود.
پیتزوکری بیانچی دللا والچیوانا – از منطقه اطراف کیاونا، بسیار متفاوت است و نوعی گنوچتی است که اغلب از آرد گندم سفید و نان خشک تهیه می‌شود.